# Battle Ground (Indiana)
Battle Ground és una població dels Estats Units a l'estat d'Indiana. Segons el cens del 2008 tenia 1.425 habitants.

## Demografia
Segons el cens del 2000, Battle Ground tenia 1.323 habitants, 470 habitatges, i 375 famílies. La densitat de població era de 444,2 habitants per km².
Dels 470 habitatges en un 46,8% hi vivien nens de menys de 18 anys, en un 68,1% hi vivien parelles casades, en un 9,1% dones solteres, i en un 20,2% no eren unitats familiars. En el 17,4% dels habitatges hi vivien persones soles el 5,7% de les quals corresponia a persones de 65 anys o més que vivien soles. El nombre mitjà de persones vivint en cada habitatge era de 2,81 i el nombre mitjà de persones que vivien en cada família era de 3,18.
Per edats la població es repartia de la següent manera: un 31,6% tenia menys de 18 anys, un 5,8% entre 18 i 24, un 35,3% entre 25 i 44, un 21,7% de 45 a 60 i un 5,6% 65 anys o més.
L'edat mediana era de 34 anys. Per cada 100 dones de 18 o més anys hi havia 91,3 homes.
La renda mediana per habitatge era de 52.857 $ i la renda mediana per família de 60.125 $. Els homes tenien una renda mediana de 39.167 $ mentre que les dones 26.667 $. La renda per capita de la població era de 18.012 $. Entorn del 5,2% de les famílies i el 5% de la població estaven per davall del llindar de pobresa.

## Poblacions més properes
El següent diagrama mostra les poblacions més properes.